# Chrysolina orientalis
Chrysolina orientalis é uma espécie de artrópode pertencente à família Chrysomelidae.